# Аріан-1
Аріан-1 (фр. Ariane 1, досл. «Аріадна-1») — європейська ракета-носій середнього класу, перша з родини ракет-носіїв «Аріан». Розроблена як заміна невдалій ракеті-носію «Європа».

## Історія створення

### Передумови
1 грудня 1960 року у місті Мерен (Швейцарія) відбулося підписання угоди про створення постійної Європейської організації з дослідження космічного простору — ESRO (скор. від англ. European Space Research Organization). До складу організації увійшли такі країни, як Бельгія, Нідерланди, Норвегія, Швеція і Велика Британія, частково приєдналися Данія, Франція, Італія, Іспанія та Швейцарія, а Німеччина відклала підписання угоди на більш пізній термін.
Основна програма ESRO передбачала здійснення космічних проектів у декілька етапів:
- Перший етап — протягом перших 3 років здійснити запуск невеликих (масою близько 45 кг) штучних супутників, оснащених відносно простим науковим обладнанням;
- Другий етап — створити напрацювання для більш важких супутників масою 225—450 кг, а також космічних апаратів для запуску в бік Місяця (готовність до старту через 5 років).
- Наступні етапи — розробка космічної техніки для доставки наукової апаратури на Місяць, дослідження інших планет і організації орбітального моніторингу в навколосонячному просторі.

Угода в рамках ESRO припускала, що до створення європейської ракети-носія всі супутники будуть запускатися за допомогою американських ракет. Перший загальноєвропейський малий супутник планувалося запустити в 1967 році, а перший важкий супутник — в 1969 році. Пуски балістичної ракети Blue Streak виробництва Великої Британії планувались з полігону Вумера, а ракети-носія Diamant — з Куру. Розглядалося питання про ракетний полігон у зоні полярних сяйв: вивчались район Кіруна (Швеція), Нассассуак (Гренландія) і Андьо (Норвегія).
У рамках розвитку програми ESRO було вирішено створити Європейський центр космічної техніки — ESTC (скор. від англ. European Space Technology Centre), який відповідає за проектування, розробку і виготовлення головних частин ракет-носіїв, штучних супутників та космічних апаратів, а також Європейський центр обробки даних космічних польотів — ESDC (скор. від англ. European Space Data Centre), котрий займався би питаннями супроводу і телеметрії, розрахунком орбіт супутників, а також сонячними і геодезичними вимірюваннями. Планувалося збудувати чотири станції супроводу і телеметричних вимірювань та три станції оптичного стеження.
30 січня 1961 року у Страсбурзі (Франція) відкрилася конференція з питання створення Європейської організації з розробки ракет-носіїв — ELDO (скор. від англ. European Launcher Development Organization). У ній взяли участь офіційні представники 12 країн: Великої Британії, Франції, Німеччини, Італії, Швейцарії, Австрії, Бельгії, Нідерландів, Норвегії, Швеції, Данії і Іспанії, а Канада, Греція, Ірландія і Туреччина прислали спостерігачів. У ході конференції була розглянута можливість створення нової триступеневої ракети-носія з проведенням перших дослідних пусків уже в 1965 році.
Бюджет ELDO на 5 років було визначено у розмірі £70 млн.: 55 % бюджету складала програма продовження Великою Британією дослідних робіт по ракеті Blue Streak; роботи Франції зі створення другого ступеня потребували 18 %, на створення третього ступеня виділялося близько 9 % бюджету організації. Розміщення загальноєвропейських контрактів здійснювалося або адміністрацією ELDO, або, за її дорученням, урядами відповідних країн «на основі раціонального розподілу робіт серед суб'єктів-учасників з урахуванням їхнього технічного рівня і стану економіки». Технічним досвідом, накопиченим у ході виконання програми, мали право користуватися усі учасники організації.
16 квітня 1962 року в угоді про створення організації ELDO було поставлено останній підпис; до організації увійшло шість країн-засновниць і Австралія. Резиденцією ELDO був обраний Париж, де знаходилася і ESRO. Проектні завдання організації були розділені наступним чином:
- Велика Британія — розробка першого ступеня нової ракети-носія;
- Франція — розробка другого ступеня
- Німеччина — розробка третього ступеня
- Італія — розробка експериментальних космічних апаратів;
- Нідерланди — системи телеметрії дальньої дії;
- Бельгія — розробка наземних станцій управління і стеження;
- Австралія — будівництво стартового комплексу і пускової інфраструктури.

### Створення ракети-носія «Європа»
У ході робіт зі створення нової європейської ракети-носія у рамках організації ELDO була створена ракета «Європа-1» (англ. Europa 1). Її першим ступенем послугувала англійська балістична ракета Blue Streak, другим — французька Coralie і третім — ракета Astris німецької розробки. Загальний бюджет проекту перевищив £130 млн. «Європа-1» була розрахована на виведення корисного навантаження масою не більше 1150 кг на полярну орбіту висотою 500 км, або космічного апарата масою не більше 180 кг — на орбіту висотою ~ 9300 км.
Перший ступінь ракети-носія практично не відрізнявся від вихідної ракети Blue Streak. Другий ступінь Coralie розроблявся Лабораторією балістичних і аеродинамічних досліджень (LRBA) і фірмою Nord-Aviation. Coralie оснащувалась чотирикамерним рідинним ракетним двигуном (РРД), паливом була суміш НДМГ (гептил) / АТ (аміл). Успішні вогневі стендові випробування ступеня Coralie були проведені 9 грудня 1965 року.
Третій ступінь Astris розробляли фірми Belkov і ERNO. Astris оснащувалася одним маршовим і двома допоміжними РРД. В якості палива для РРД була обрана суміш AT (аміл) і «Аерозин-50». На третьому ступені встановлювалася радіокомандна система управління. Її бортові приймачі працювали на частоті 700 і 1400 МГц. Телеметрична система забезпечувала контроль 250 різних параметрів. Перші вогневі випробування двигунів третього ступеня були проведені 1 квітня 1965 року.
Для проведення льотних випробувань верхніх ступенів ракети-носія за програмою ELDO була створена спеціальна експериментальна ракета Cora довжиною 11,5 м, діаметром 2 м і стартовою масою не більше 16,5 тонн. Вона була створена на базі модифікованого ступеня Coralie з укороченими соплами в якості першого ступеня та включала другий ступінь Astris і головний обтікач (ГО) розробки італійських відомств.
За програмою було заплановано провести 10 злітно-конструкторських випробувань (ЗКВ) «Європи-1» (ELDO-A). Також слід зазначити, що «Європа-1», в цілому, не відповідала передовому технічному рівню того часу, а про її надійність можна говорити лише приблизно. Всі перші пуски за програмою злітно-конструкторських випробувань проходили з австралійського полігону Вумера в період з 1964 року по 1970 рік. До трьох останніх стартів «Європу-1» планувалося підготувати в повній комплектації з супутником STV. Неполадки третього ступеня призвели до аварій ракети-носія.
У липні 1966 року був затверджений проект нової ракети-носія — ELDO PAS («Європа-2»). Нова ракета-носій зі стартовою масою 112 тонн являла собою модернізований варіант ракети-носія «Європа-1» з твердопаливною «перигейно-апогейною системою» для запуску космічних апаратів масою до 170 кг на геостаціонарну орбіту (ГСО). У конструкції можна виділити наступні зміни: Велика Британія замінила систему радіонаведення Blue Streak на інерційну, Італія забезпечила створення перигейного РДТП і експериментального супутника STV, а Франція підготувала Центр запусків в Куру.
Мізерні можливості ракети «Європа-2» з виведення корисного навантаження на ГСО спонукали ELDO до кардинального перегляду концепції загальноєвропейського носія: так з'явився проект ракети-носія «Європа-3». Один із можливих варіантів являв собою двоступеневу ракету-носій висотою 36,5 м, діаметром корпусу до 3,8 м і максимальною стартовою масою не більше, ніж 191 тонна. Перший ступінь L150 пропонувалося оснастити чотирма французькими РРД «Вікінг-2» (паливо — НДМГ / АТ). Другий ступінь з киснево-водневим двигуном Н-20, з тягою у вакуумі 20 тс. Перший запуск РН «Європа-3» був запланований на 1978 рік.
На тлі місячних програм США і солидної програми орбітальних станцій СРСР надмірні витрати і невтішні випробування ракет родини «Європа» викликали загрозу розпаду ELDO. Також варто зазначити, що організація не мала дійсних повноважень у технічних рішеннях, а останнє слово в керуванні програмою належало державам — членам ELDO. Крім того, у квітні 1969 року, коли в ELDO вирішили ініціювати розробку «Європи-3» (400—700 кг на ГСО), керівництво Великої Британії та Італії ухвалило рішення вийти з організації. Супутня криза ELDO в 1972 році призвела до закриття проектів зі створення і доробки ракет родини «Європа». Невдовзі після цього організація ELDO була ліквідована. Загальний бюджет організації за весь час існування склав 745 млн доларів.

### Створення ЄКА и ракети-носія «Аріан»
Після ліквідації організації ELDO, Велика Британія ухвалила рішення використовувати американські ракети-носії для виведення своїх супутників зв'язку, а Франція взялася розробляти «резервні» програми. Національне космічне агентство Франції (CNES) запропонувало розробити недорогу ракету з високими характеристиками, яка використовує випробувані технології і націлену на комерційний ринок телекомунікаційних космічних апаратів. Для мінімізації ризиків у новому проекті ракети-носія L-3S планувалося брати за основу лише рішення, які могли бути реалізовані французькою промисловістю. В основу нової ракети-носія був покладений досвід зі створення ракет «Діамант» В и В-Р4.
Новий проект передбачалося реалізувати за семирічний період (1973—1979 гг.), витративши у 2—3 рази менше, ніж на «Європу-3». Щоб зміцнити своє технічне і політичне лідерство, Франція запропонувала країнам-партнерам оплатити будь-які витрати в розмірі понад 120 % від оціненої загальної вартості, що, імовірно, і переконало їх взяти участь у новій амбіційній програмі. Французи змогли також отримати вигоду з двох непродуманих рішень, прийнятих США, а саме: у 1973—1974 гг. США намагались блокувати комерційну експлуатацію франко-німецьких супутників зв'язку Symphony, а NASA запланувало припинити запуски одноразових носіїв у 1980-х роках на користь кораблів Спейс шаттл.
У липні 1973 року в результаті злиття ELDO і ESRO було створене Європейське космічне агентство — ЄКА (англ. European Space Agency). Основною ракетою-носієм нової організації повинна була стати нова ракета «Аріан» (колишня L-3S), названна так на честь дочки міфічного критського царя Міноса, яка допомогла грецькому герою Тесею вбити страхітливого Мінотавра і вибратися з його лабіринту.

## Конструкція

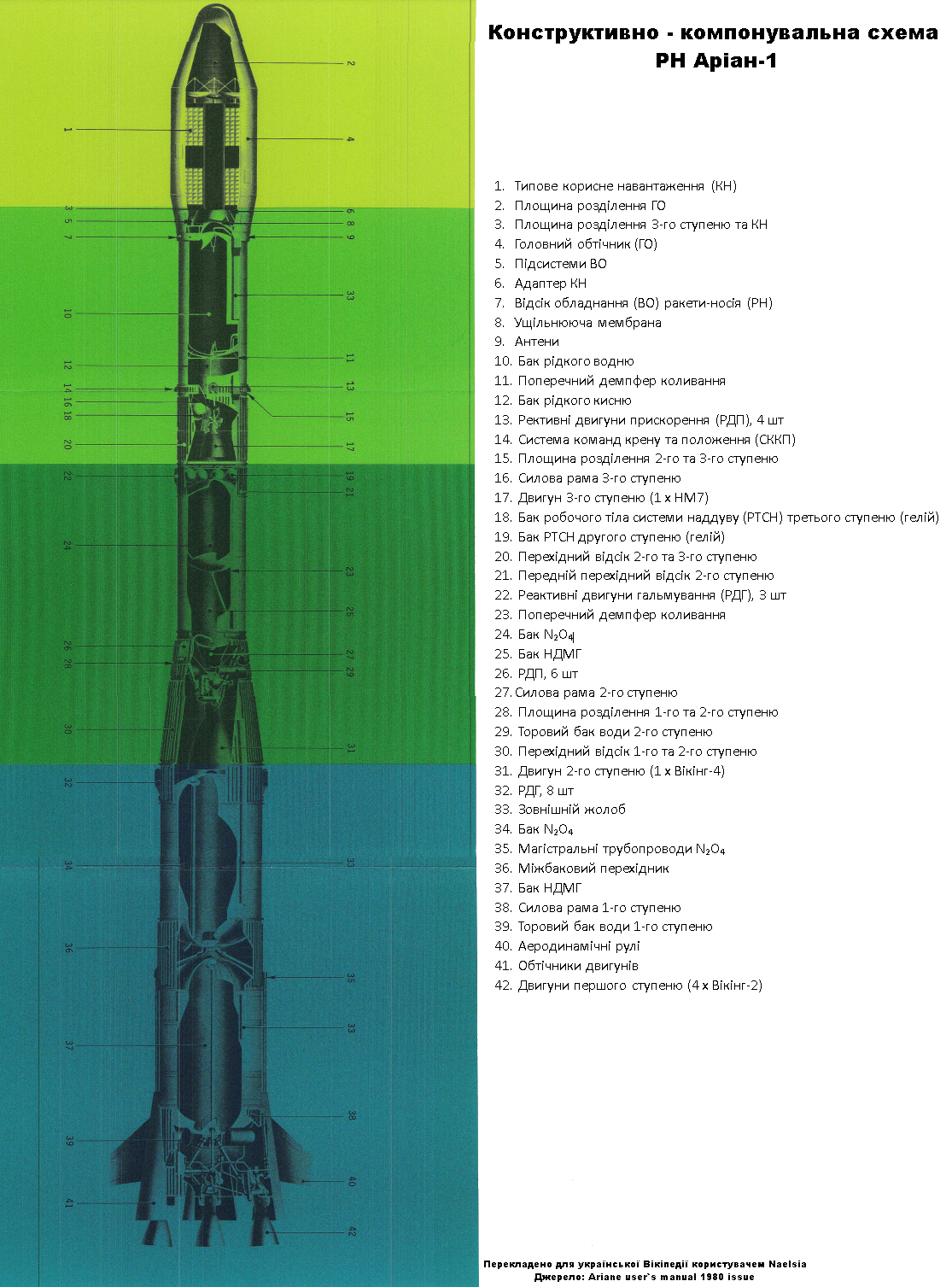
Конструктивно-компонувальна схема ракети-носія Аріан-1

Ракета-носій Аріан-1 призначалася для запуску корисного навантаження масою до 1850 кг на перехідну до геостаціонарної орбіту (ГПО)[?]. Вона має у своєму складі три ступені, її стартова маса складає 210 т, а загальна висота 47,4 м.90 % від стартової маси складає маса палива, а маса конструкції та корисного навантаження становлять 9 та 1 відсоток відповідно. На першому і другому ступенях ракети-носія були встановлені рідинні ракетні двигуни відкритого циклу на самозаймистому ракетному паливі тривалого зберігання з турбонасосною подачею родини Вікінг. 
| Вартість (у цінах 1985 р.)      | 14,5 млн. USD      | 5,8 млн. USD       |                 |                   |
| Маса палива                     | 140 т              |                    |                 |                   |
| Максимальний діаметр            | 8,3 м              | 2,6 м              | 2,6 м           | 0,77 м            |
| Питомий імпульс (у вакуумі)     | 281 с              | 293,5 с            | 443 с           | 295 с             |
| Питомий імпульс (на рівні моря) | 248 с              | 200 с              |                 | 220 с             |
| Час роботи                      | 145 с              | 131 с              | 132 с           | 50 с              |
| Рушійні установки               | 4 х РРД «Вікінг-2» | 1 х РРД «Вікінг-4» | 1 х РРД «HM7-A» | 1 х РДТП «Mage-1» |
| Розмір двигуна: висота/діаметр  | 2,87 × 0,99 м      | 3,51 × 1,70 м      |                 | 1,13 × 0,77 м     |
| Повна маса двигуна              |                    | 826 кг             |                 |                   |

### Перший ступінь (індекс L-140)
Перший ступінь складається з паливного та хвостового відсіку. Він має суху масу 13,2 т, висоту 18,4 м та діаметр 3,8 м.
Паливний відсік складається з двох циліндричних баків, в яких розміщено основні компоненти палива (ОКП). Маса палива (АТ+НДМГ) складає 147,5 т, з яких 815 кг залишаються незгорілими після 145 с польоту. Циліндричні баки виготовлені зі сталі 15CDV-6. З'єднуються циліндричним перехідником. Щоб уникнути кавітації при заборі палива, у баках створується тиск близько 5 бар. Гази виробляють газогенератори чотрирьох двигунів, які працюють на ОКП. Вони охолоджуються в газогенераторі впорскуванням води з торового бака.
В нижній частині ступеню розміщується хвостовий відсік. Він складається з чотирьох двигунів та систем автоматики, силової рами, торового бака води (середній діаметр 2,7 м, діаметр поперечного перерізу 0,75 м), обтічників двигунів та аеродинамічних рулів. Чотири двигуни Вікінг-2 розвивають тягу близько 2445 кН (близько 245 т) при старті та 2745 кН у вакуумі (питомий імпульс 281,3 с). Вони встановлені симетрично на силовій рамі та можуть повертатись навколо двох осей, забезпечуючи керування по трьох каналах. Система подачі палива — турбонасосна. Тиск в камері згорання — 54 бар. Вона виготовлена з вогнетривкої сталі одна стінка якої охолоджується плівкою палива, що впорскується (завісне охолодження).

### Другий ступінь (L-33)
Другий ступінь складається з паливного та хвостового відсіку. Він має суху масу 3,22 т (без перехідного відсіку та реактивних двигунів гальмування), висоту 11,6 м та діаметр 2,6 м.
Хвостовий відсік оснащений двигуном Вікінг-4, який розвиває тягу 717 кН у вакуумі (питомий імпульс 294 с), підвішеного до конічної опорної рами за допомогою кардану. Він має два ступені свободи для керування польотом по каналам тангажу та рискання, а керування креном здійснюється допоміжними жиклерами, що випорскує гарячий газ з камери газогенератора.
Паливний відсік має у своєму складі два циліндричних баки, з'єднаних спільним днищем. Вони виготовлені зі сплаву A-Z5G. Наддув баків відбувається за допомогою гелію, який створює тиск 3,5 бар. Паливні баки містять 34,2 т палива (Ат+НДМГ), з яких 137 кг залишаються незгорілими після 138 с польоту.

### Третій ступінь (H8)
Третій ступінь є першим ракетним блоком розробленим в Європі, що використовує кріогенні компоненти палива. Він складається з паливного, хвостового відсіку та відсіку обладнання. Його суха маса складає 1,157 т, висота — 9,08 м, а діаметр — 2,6 м.
Хвостовий відсік оснащений двигуном HM-7, який розвиває тягу 60 кН (питомий імпульс 441 с).
Паливний відсік складається з двох циліндричних баків, з'єднаних спільним днищем. Вони містять 8,23 т палива (рідкий кисень та рідкий водень), з яких 67 кг залишаються незгорілими після 570 с польоту. Матеріалом для баку слугує алюмінієвий сплав A-Z5G, що має хороші показники при роботі з низькою температурою. Спільне днище має додатковий шар термозахисту Klegecell, що запобігає нагріванню компонентів палива. Баки водню та кисню наддуваються газоподібним воднем та гелієм відповідно.
Відсік обладнання важить 319 кг, має діаметр 2,66 м та висоту 1,15 м. Він встановлений на третьому ступені та містить електронне обладнання, підтримує корисне навантаження (КН) та забезпечує кріплення обтічника.

## Історія запусків
Всього за допомогою ракети-носія «Аріан-1» було здійснено 11 запусків, з них 2 запуски виявились невдалими. Перший запуск ракети-носія «Аріан-1» відбувся 24 грудня 1979 року о 17:14:38 UTC зі стартового майданчика ELA-1 космодрому Куру у Французькій Гвіані. При цьому був успішно виведений на орбіту супутник CAT-1.
Останній запуск відбувся 22 лютого 1986 року о 01:44:35 UTC зі стартового майданчика ELA-1 космодрому Куру. Під час запуску було здійснене виведення на розрахункову орбіту двох супутників: французького супутника дистанційного зондування Землі (ДЗЗ) SPOT-1 і шведського наукового супутника для дослідження плазматичних процесів у магнітосфері і іоносфері Землі — Вікінг.
| 1  | 24 грудня 1979 17:14:38 UTC | L-01    | CAT-1              | CAT               | 1979-104A | 11645 | Куру ELA-1 | Успіх |
| 2  | 23 травня 1980 14:29:39 UTC | L-02    | Firewheel Subsat-1 | FIRE E (MPE)      |           |       | Куру ELA-1 | Аварія Перебої з запаленням в одному з двигунів Вікінг першого ступеня.                                                  |
| 2  | 23 травня 1980 14:29:39 UTC | L-02    | Firewheel Subsat-2 | FIRE B (SRC)      |           |       | Куру ELA-1 | Аварія Перебої з запаленням в одному з двигунів Вікінг першого ступеня.                                                  |
| 2  | 23 травня 1980 14:29:39 UTC | L-02    | Firewheel Subsat-3 | FIRE C (UCB)      |           |       | Куру ELA-1 | Аварія Перебої з запаленням в одному з двигунів Вікінг першого ступеня.                                                  |
| 2  | 23 травня 1980 14:29:39 UTC | L-02    | Firewheel Subsat-4 | FIRE D (NRC)      |           |       | Куру ELA-1 | Аварія Перебої з запаленням в одному з двигунів Вікінг першого ступеня.                                                  |
| 2  | 23 травня 1980 14:29:39 UTC | L-02    | Feuerrad           |                   |           |       | Куру ELA-1 | Аварія Перебої з запаленням в одному з двигунів Вікінг першого ступеня.                                                  |
| 2  | 23 травня 1980 14:29:39 UTC | L-02    | AMSAT Phase 3A     | AMSAT Phase III-A |           |       | Куру ELA-1 | Аварія Перебої з запаленням в одному з двигунів Вікінг першого ступеня.                                                  |
| 2  | 23 травня 1980 14:29:39 UTC | L-02    | CAT-2              | CAT               |           |       | Куру ELA-1 | Аварія Перебої з запаленням в одному з двигунів Вікінг першого ступеня.                                                  |
| 3  | 19 червня 1981 12:32:59 UTC | L-03    | Meteosat 2         | Meteosat F2       | 1981-057A | 12544 | Куру ELA-1 | Успіх |
| 3  | 19 червня 1981 12:32:59 UTC | L-03    | APPLE              |                   | 1981-057B | 12545 | Куру ELA-1 | Успіх |
| 3  | 19 червня 1981 12:32:59 UTC | L-03    | CAT 3              | CAT               | 1981-057C | 12546 | Куру ELA-1 | Успіх |
| 4  | 20 грудня 1981 01:29:00 UTC | L-04    | Marecs 1           | Marecs A          | 1981-122A | 13010 | Куру ELA-1 | Успіх |
| 4  | 20 грудня 1981 01:29:00 UTC | L-04    | CAT 4              | CAT 04/VID        | 1981-122B | 13011 | Куру ELA-1 | Успіх |
| 5  | 9 вересня 1982 02:12:00 UTC | L-5     | Marecs B           | Marecs            |           |       | Куру ELA-1 | Аварія Перший комерційний запуск. Ракета вийшла з ладу через 7 хв польоту через відмову турбонасоса на третьому ступені. |
| 5  | 9 вересня 1982 02:12:00 UTC | L-5     | Sirio 2            |                   |           |       | Куру ELA-1 | Аварія Перший комерційний запуск. Ракета вийшла з ладу через 7 хв польоту через відмову турбонасоса на третьому ступені. |
| 6  | 16 червня 1983 11:59:03 UTC | L-6     | Eutelsat 1F1       |                   | 1983-058A | 14128 | Куру ELA-1 | Успіх |
| 6  | 16 червня 1983 11:59:03 UTC | L-6     | OSCAR 10           | AMSAT Phase III-B | 1983-058B | 14129 | Куру ELA-1 | Успіх |
| 7  | 19 жовтня 1983 00:45:36 UTC | L-7     | Intelsat 507       | INTELSAT V F7     | 1983-105A | 14421 | Куру ELA-1 | Успіх |
| 8  | 5 березня 1984 00:50:03 UTC | L-8     | Intelsat 508       | INTELSAT V F8     | 1984-023A | 14786 | Куру ELA-1 | Успіх |
| 9  | 23 травня 1984 01:33:29 UTC | V-9 L-9 | Spacenet F1        |                   | 1984-049A | 14985 | Куру ELA-1 | Успіх |
| 10 | 2 липня 1985 11:23:13 UTC   | V14 L10 | Джотто             |                   | 1985-056A | 15875 | Куру ELA-1 | Успіх |
| 11 | 22 лютого 1986 01:44:35 UTC | V16 L11 | SPOT-1             | SPOT              | 1986-019A | 16613 | Куру ELA-1 | Успіх |
| 11 | 22 лютого 1986 01:44:35 UTC | V16 L11 | Вікінг             |                   | 1986-019B | 16614 | Куру ELA-1 | Успіх |

## Статті
- Колюбакин В. . Ariane — европейская ракета : [арх. 27 грудня 2016] // Теле-Спутник. — 2012. — № 6 (20). — С. 31—34.
- Колюбакин В. . Ariane — европейский носитель : [арх. 27 грудня 2016] // Теле-Спутник. — 2000. — № 3 (53). — С. 32—35.
- About G.; Hauguel P.; Hrisafovic N.; Lemoine J. C. . La prévention des instabilités pogo sur Ariane 1 // Acta Astronautica. — Elsevier, 1983. — Vol. 10, No. 4. — P. 179—188. — ISSN 0094-5765. — Bibcode: 1983AcAau..10..179A. — doi:10.1016/0094-5765(83)90040-1.
- Redon, David. . Interview with Raymond Orye : [арх. 7 грудня 2013] // Oral history of Europe in space. — ESA, 2002. — No. November 19. — P. 25.
- Souchier A. . Propulsion systems for Ariane 1 to Ariane 4 — A continuous evolution (A99-31551) : [арх. 7 грудня 2013] // 35th AIAA/ASME/SAE/ASEE Joint Propulsion conference and exhibit (Invited Press.99-2905). — Los Angeles : American Institute of Aeronautics and Astronautics. — No. June 20—24. — P. 25. — doi:10.2514/6.1999-2905.